# Coleosoma normale
Coleosoma normale là một loài nhện trong họ Theridiidae.
Loài này thuộc chi Coleosoma. Coleosoma normale được Elizabeth Bangs Bryant miêu tả năm 1944.